# Zagella
Zagella is een geslacht van vliesvleugeligen uit de familie Trichogrammatidae. De wetenschappelijke naam van dit geslacht is voor het eerst geldig gepubliceerd in 1918 door Girault.

## Soorten
Het geslacht Zagella omvat de volgende soorten:
- Zagella delicata De Santis, 1970
- Zagella flavipes (Girault, 1905)
- Zagella mimica De Santis, 1997
- Zagella nanula De Santis, 1970
- Zagella sinadoneura Hu & Lin, 2005
- Zagella zebrata De Santis, 1970